# Hawár

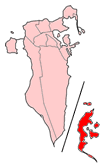
Mapa Hawáru

Hawár neboli Hawárské ostrovy (arabsky جزر حوار‎) je souostroví v Perském zálivu. Nachází se u západního pobřeží Kataru, ale administrativně je součástí Království Bahrajn.

## Geografie
Hawár je skupina šestnácti plochých (nejvyšší bod má 22 metrů nad mořem) písečných ostrovů s horkým a suchým klimatem. Rozloha souostroví činí 50 kilometrů čtverečních (z toho připadají čtyři pětiny na hlavní ostrov jménem Hawár, který je jediný trvale obydlený a leží na něm hlavní město Al-Muqta), počet obyvatel uvádějí různé zdroje mezi třemi a půl až pěti tisíci. Archipelag je důležitým hnízdištěm mořských ptáků, proto usiluje bahrajnská vláda o jeho zápis na seznam světového dědictví UNESCO.

## Historie
Hawár je sporným územím mezi Bahrajnem a Katarem. V roce 1930 jej britští protektoři přidělili Bahrajnu, ale Katar se s tím nesmířil a několikrát (zejména v letech 1937, 1978 a 1986) se pokusil ostrovy obsadit. Důvodem sporu bylo právo na zdroje ropy (na samotném Hawáru se sice ropa přímo netěží, ale jeho vlastnictví je rozhodující pro vytyčení námořní hranice na kontinentálním šelfu). V roce 2001 Mezinárodní soudní dvůr uznal Hawár za součást Bahrajnu, zároveň potvrdil katarské vlastnictví dalšího sporného území, opuštěné pevnosti Zubára ležící na strategicky položeném výběžku pevniny. Hlavním zdrojem ekonomiky ostrovů je rybářství a turistika (potápění, pozorování ptactva).

## Nezávislost Hawáru

Vlajka separatistů

V roce 2002 vyhlásila skupina hawárských rodáků v Paříži nezávislost Hawárského emirátu a vztyčila jeho vlajku – tmavě rudou (symbol vlastenectví) s bílým klínem (symbol čistoty) nesoucím žluté slunce a se zelenými vodorovnými proužky (symbolizujícím jaro národa). Neexistují však seriózní doklady, že by tato deklarace vyjadřovala skutečnou vůli hawárských obyvatel a tuto „exilovou vládu“ nikdo neuznává.